# Шеста артилерийска бригада
Шеста артилерийска бригада е българска артилерийска бригада, формирана през 1916 година и взела участие в Първата световна война (1915 – 1918).

## История
Шеста артилерийска бригада е формирана през 1916 г., като в състава ѝ влизат 2-ри и 12-и артилерийски полкове. През Първата световна война (1915 – 1918) бригадата влиза в състава на 6-а пехотна бдинска дивизия. За командир на бригадата е назначен полковник Христо Вълчев.
При намесата на България във войната щаба на бригадата разполага със следния числен състав, добитък и обоз:
| Числен състав                       | Добитък  | Обоз                               |
| ----------------------------------- | -------- | ---------------------------------- |
| Офицери: 2 Подофицери и войници: 17 | Коне: 12 | Обикновени коли: 1 Товарни коли: 2 |

След август 1918 г. командването на бригадата е поето от полковник Димитър Бреянов. Шеста артилерийска бригада е разформирана на 25 юли 1919 г.

## Командири
Званията са към датата на заемане на длъжността.
| №  | звание    | име             | дати             |
| -- | --------- | --------------- | ---------------- |
| 1. | Полковник | Христо Вълчев   | 1915 – 1916      |
| 3. | Полковник | Димитър Бреянов | след август 1918 |